# Monolepta striatipennis
Monolepta striatipennis es una especie de insecto coleóptero de la familia Chrysomelidae.
Fue descrita científicamente en 1900 por Jacoby.